# NGC 5611
NGC 5611 (również PGC 51431 lub UGC 9227) – galaktyka soczewkowata (S0), znajdująca się w gwiazdozbiorze Wolarza. Odkrył ją John Herschel 29 kwietnia 1827 roku.
22 sierpnia 2012 Yoji Hirose zaobserwował w tej galaktyce supernową SN 2012ei typu Ia o jasności 14,7m.